# Kornhaus (Leipzig)

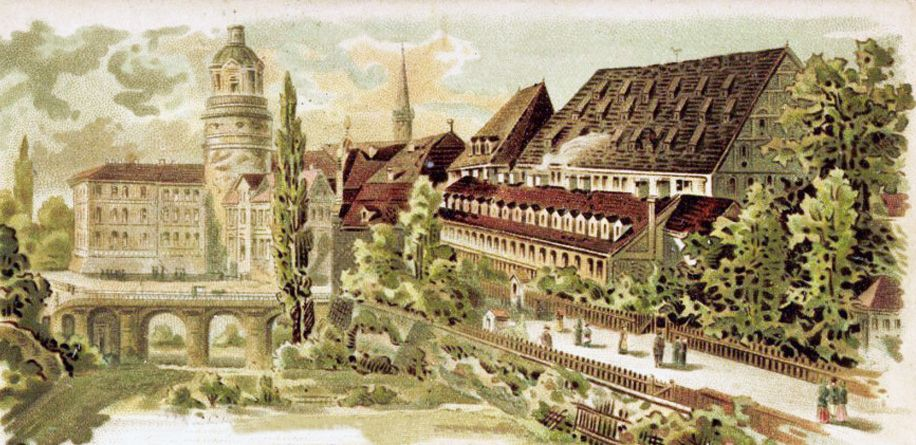
Das Kornhaus (re.) am Südrand der Leipziger Altstadt (um 1850)

Das Kornhaus, im 19. Jahrhundert auch Magazin genannt, war für Leipzig das zentrale kommunale Lagerhaus für Getreide und andere Güter.

## Lage und Gestalt

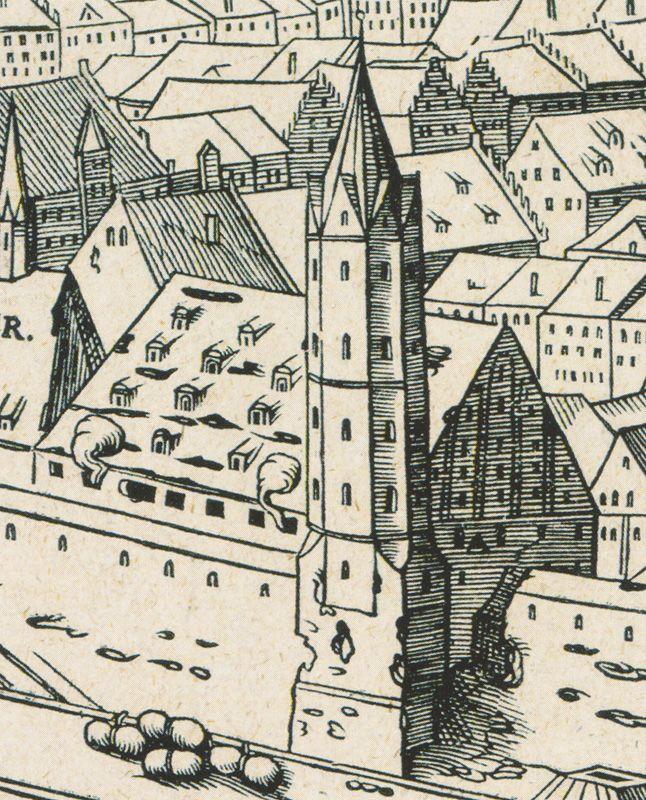
Älteste Darstellung des Kornhauses (1547)

Das Kornhaus befand sich an der südlichen Grenze der Leipziger Altstadt am Ende des Neumarkts (bis 1839 Neuer Neumarkt). Es stand zu Beginn direkt an der inneren der doppelten Stadtmauer. Unmittelbarer westlicher Nachbar war die Alte Peterskirche. Am östlichen Ende des Kornhauses stand in der Stadtmauer bis zu deren Abriss der Hohe Turm, auch Lands-Krone genannt. Nördlich des Kornhauses verlief die 1839 so benannte Magazingasse (früher Stadtpfeifer-, Häscher- (Polizisten) oder auch Wehmütter- (Hebammen) Gäßchen, da diese Berufe dem Kornhaus gegenüber wohnten).
Das Kornhaus war ein massiger Bau mit sechs Stockwerken, von denen sich drei als Schüttböden unter dem steilen Satteldach befanden. Während diese für die Lagerung des Getreides vorgesehen waren, dienten die unteren zur Aufbewahrung von Baumaterialien, Kohle und anderem. Auch die Leichenwagen und Wasserspritzen zur Feuerbekämpfung standen hier. Ferner wurde eine Wasserreserve für die Stadt vorgehalten. Diese 500 Fass Wasser hießen auch der Wasserschatz.

## Geschichte
Das Kornhaus wurde in den Jahren von 1523 bis 1529 errichtet. In den über 400 Jahren seines Bestehens wurde es bis auf die Reparatur von Kriegs- und Altersschäden kaum verändert.

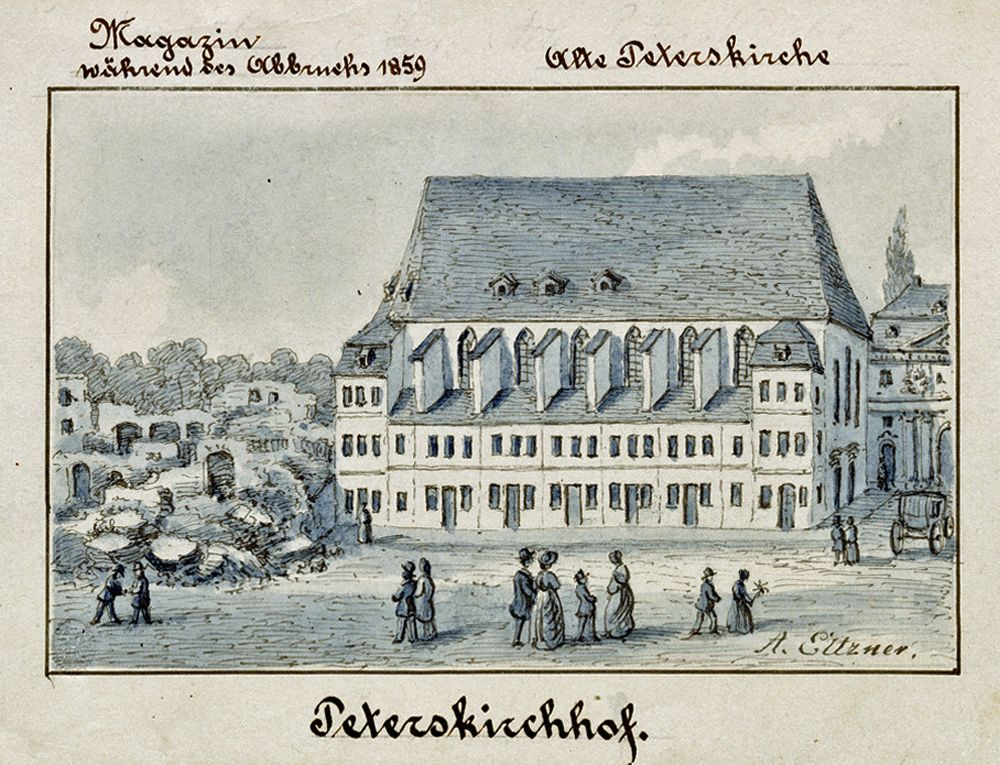
Der Abbruch des Kornhauses, links

Anders seine Umgebung. In den 1770er Jahren begann man mit der Beseitigung der Stadtmauern und weiterer Befestigungsanlagen. Das bedeutete, dass südlich des Kornhauses am Zwinger, dem Bereich zwischen den beiden Stadtmauern, Platz für Wohnhäuser und am trockenliegenden Stadtgraben entlang für einen Fußweg, den Moritzdamm, entstand. Letzterer führte vom Peterstor vorbei an der Bürgerschule auf der ehemaligen Moritzbastei bis zum Grimmaischen Tor.
Die nächste Umgestaltung des Südrandes der Stadt erfolgte ab den 1850er Jahren, der auch das Kornhaus, inzwischen Magazin genannt, zum Opfer fiel. 1857 hatte der Königlich Preußische Gartendirektor Peter Joseph Lenné den Auftrag zur Gestaltung einer Parkanlage zwischen Augustusplatz und Peterstor erhalten. Er ließ den Stadtgraben verfüllen und entwarf den Schillerpark, heute Lenné-Anlage. Nördlich des Parks entstand im Verlauf des Moritzdammes die Schillerstraße. Park und Straße wurden zum 100. Geburtstag Friedrich Schillers am 10. November 1859 übergeben. Um Baufreiheit für die von 1860 bis 1863 entstandenen repräsentativen und heute unter Denkmalschutz stehenden Wohn- und Geschäftshäuser auf der Nordseite der Schillerstraße zu gewinnen, wurde das Kornhaus 1857 abgebrochen.

## Weiteres Kornhaus
Ein zweites als Kornhaus bezeichnetes Gebäude existierte für kurze Zeit in Leipzig. Es wurde 1545 nach Plänen von Hieronymus Lotter an der Ecke Brühl/Ritterstraße errichtet. Das mehrstöckige Gebäude diente den Innungen der Fleischer, Gerber, Schmiede und Schuhmacher bis 1557 als Kornhaus, bevor der Rat der Stadt hier die städtische Heu- und Flachswaage einrichtete.